# Frans Van Looveren (Radsportler, 1932)
Frans Van Looveren (* 22. Juni 1932 in Antwerpen; † 16. Januar 2008 in Edegem) war ein belgischer Radrennfahrer.

## Sportliche Laufbahn
1952 gewann er eine Etappe in der Belgien-Rundfahrt der Amateure. In der Internationalen Friedensfahrt wurde er 1952 37. 1955 war er erneut am Start der Rundfahrt, belegte mehrfach vordere Plätze auf Etappen und platzierte sich beim Sieg von Gustav-Adolf Schur als Achter im Endklassement.
1955 startete er als Unabhängiger und erhielt im Verlauf der Saison einen Vertrag im Radsportteam Libertas. Bis 1961 fuhr er als Berufsfahrer. 1958 siegte er auf einer Etappe der Belgien-Rundfahrt. Er gewann eine Reihe kleinerer Rennen, vor allem Kriterien und Rundstreckenrennen in Belgien. 1959 gewann er einen Tagesabschnitt der Levante-Rundfahrt. 1959 wurde er 14. in der Vuelta a España.